# Beaverhill Lake (Alberta)
Der Beaverhill Lake ist ein See in der kanadischen Provinz Alberta.

## Lage
Der 139 km² große See liegt 70 km östlich von Edmonton in den Counties Beaver und  Lamont. Der Beaverhill Creek entwässert den See periodisch zum North Saskatchewan River. Der See und sein Umland bilden einen wichtigen Rastplatz für Zugvögel. Der Beaverhill Lake wird seit 1987 als Feuchtgebiet im Rahmen der Ramsar-Konvention geschützt. Der See verlor in den letzten Jahren (1999–2009) wie viele andere Prärieseen an Wassertiefe und -fläche. 